# Белый снег
«Бе́лый снег» — российский фильм в жанре спортивной драмы режиссёра Николая Хомерики. Кинокартина вышла в прокат в России 4 марта 2021 года. Сюжет фильма, основанный на реальных событиях, рассказывает о лыжнице Елене Вяльбе на чемпионате мира по лыжным гонкам 1997 года в Норвегии. Кинокартина под руководством Елены Вяльбе была воссоздана в кинематографическом формате.
Телевизионная премьера состоялась 19 февраля 2022 года на «Первом канале».

## Сюжет
После ряда серьёзных поражений российская лыжница Елена Вяльбе решает покинуть спорт и заняться воспитанием ребёнка. Но, чтобы выручить команду, она соглашается принять участие в чемпионате мира 1997 года в Норвегии.
За семь дней мирового чемпионата Лена вспоминает всю свою жизнь, проходит серьёзные испытания: спортивные, романтические, нравственные и в конце выходит победителем.

## В ролях
| Актёр                | Роль                                     |
| -------------------- | ---------------------------------------- |
| Ольга Лерман         | Елена Вяльбе                             |
| Фёдор Добронравов    | дед Виктор                               |
| Надежда Маркина      | бабушка Милица                           |
| Анна Уколова         | Галина, мама Елены                       |
| Александр Устюгов    | Виктор Ткаченко                          |
| Михаил Беспалов      | Валериан Петрович Трубицын, таксист      |
| Ангелина Вяльбе      | Елена Трубицына, 8 лет                   |
| Полина Ватага        | Елена Трубицына, 14 лет                  |
| Дарья Екамасова      | Ирина Макарова (прототип Любовь Егорова) |
| Анна Котова-Дерябина | Лариса Лазутина                          |
| Наталья Терешкова    | Тамара Тихонова                          |
| Полина Чернышова     | Нина Гаврылюк                            |
| Екатерина Агеева     | Ольга Данилова                           |
| Вадим Андреев        | Пётр Васильевич                          |
| Дмитрий Поднозов     | Александр Грушин                         |
| Владимир Капустин    | Воронин, тренер по лыжным гонкам         |
| Александр Горбатов   | Юра                                      |
| Йохан Эльм           | Урмас Вяльбе                             |
| Лассе Линдберг       | король Норвегии                          |
| Александр Клюквин    | Жаров, спортивный комментатор            |
| Валентина Романи     | Стефания Бельмондо                       |
| Мария Быстрова       | Труде Дюбендаль                          |

## Концепция
В основе фильма лежат реальные события, действия которых происходили зимой 1997 в горах Норвегии, когда на Чемпионате мира по лыжным видам спорта 1997 произошло одно из самых ярких событий в истории российского и мирового спорта: одна спортсменка, Елена Вяльбе, завоевала золото во всех пяти гонках: 5 км, 10 км, 15 км, 30 км и эстафете. 
Елена Вяльбе была жительницей Магадана, который известен как один из российских городов с самым суровым климатом. Вяльбе тренировалась у Виктора Ткаченко.
В фильме разворачивается история роста спортивного мастерства Вяльбе. Фильм прослеживает жизнь Вяльбе с её семьёй, любящими бабушкой и дедушкой, строгой матерью, воспитавшей дочь без отца, сыном, победами и неудачами.
Фильм описывает события, предшествовавшие последним трём гонкам, одна из которых завершилась фотофинишем. Вяльбе известна спортивному сообществу как «Удар с Востока». В фильме присутствуют сцены с участием короля Норвегии.

## Производство

### Развитие
По словам режиссёра Николая Хомерики, «Меня зацепило в этой истории то, что через историю одного сильного человека рассказывается история всей страны…». Из продукции кинокомпании ЭГО продакшн — «Белый снег» достоверный пересказ событий, разрешение на которое дала сама Елена Вяльбе. Когда «Белый снег» был в производстве, Вяльбе лично помогала съёмкам и консультировала актрис .

### Киносъёмки
Режиссёром фильма был Николай Хомерики. Он хотел снять фильм о таком сильном персонаже, как спортсмен из России. Работа над сценарием заняла более трёх месяцев, и около 20 эпизодов из жизни спортсмена были сведены в одну сюжетную дугу.
Создатели фильма понимали, что им необходимо тщательно использовать 130 минут экранного времени для спортивной драмы. Поверх основной линейной истории они добавили круговые временные рамки и экспериментальное редактирование. Для окончательной доработки была отредактирована соответствующая информация о Вяльбе, а также о её бабушке и дедушке. О Елене Вяльбе бабушка и дедушка заботились ещё в младенчестве, пока в прошлом происходили драматические военные события. Последние 30 минут были посвящены драматическому финалу чемпионата, который, по их мнению, должен был быть пронзительным и патриотичным для зрителей. Фильм был создан специально для того, чтобы вызвать воспоминания о советских временах начиная с конца 70-х годов и до 1997 года. В фильме было показано традиционное снаряжение для лыжных гонок из Atomic и Fischer производственная линия 1997 года конструкции деревянные лыжи..
Режиссёру и продюсерам удалось найти общий язык ещё до начала съёмок. Креативный оператор Фёдор Лясс участвовал в производстве фильма. Для этой постановки Лясс ввёл новые методы съёмок, такие как использование анимационных раскадровок для продвижения режиссуры вперёд. Фильм иллюстрирует возможности спорта и самих талантливых спортсменов, приехавших из неожиданных регионов страны. Производство фильма началось в феврале 2020 года В саундтрек фильма будут добавлены популярные песни XX века..
В ходе основной фотосессии было обследовано более 400 географических зон. Производство запущено в горнолыжных горах Магадане, Московской области, Таллине, Пярну, Кировске (Мурманская область) и Норвегия. Съёмки фильма начались в родном городе Вяльбе- Магадане. Впервые съёмочная группа снималась в городе. Дом Вяльбе был выбран в районе Новой Веселой, который был специально обставлен. В духе 70-х годов они выбрали снежное поле под Гороховое поле, где магаданцы до сих пор катаются на лыжах. Съёмки начались в Эстонии в загородных поместьях, чтобы воссоздать визит Вяльбе в резиденцию норвежской королевской семьи. Костюмы были разработаны Людмилой Гайнцевой в рамках проекта, в который вошли стили из Эстонии и Финляндии.

#### Лыжно-гоночная кинематография
Гоночные площадки на снегу были построены, в то время как специализированные системы стабилизации камеры фиксировали действие гонки, придание фильму атмосферы лыжных гонок. Настоящий стадион под названием Тирвас из норвежском Тронхейме был переоборудован для эпизода чемпионата, и съёмки начались там частично в Тронхейме с основной фотографией, снятой в городе Кировске. Художник-постановщик Сергей Гудилин отметил, что лыжные трассы в Тронхейме похожи на трассы в Кировске. Более полукилометра баннеров были украшены символикой самого чемпионата, когда Тронхейм отмечал своё 1000-летие. В съёмках фильма приняла участие профессиональная спортивная команда из 26 человек.
Кульминационные съёмки стали одним из самых инновационных моментов в истории кинематографа России, когда съёмочная группа EGO Productions, студии Alambic и супервайзер VFX Илья Торопов сняли гоночную динамику профессионального спортсмена, движущегося на высокой скорости в скользких условиях. Они черпали вдохновение из собственного фильма Советского Союза о лыжных гонках 1971 года — «Ход белой королевы». Однако для «Белого снега» действие было в основном лыжными гонками, а не горными лыжами, найденными в оригинальном фильме. Поэтому им приходилось изобретать и исследовать новые возможности.
Для ледяной яркости они выбрали камеру Sony Venice, которая обладает высокой светочувствительностью. Затем они придумали, как снимать лыжников в действии на высоких скоростях. Такая задача кинематографической съёмки в то время, как действие происходит в снежном ледяном пейзаже, была вызовом для съёмочной группы. Предварительные идеи касались установки камер на квадроциклы и сноуборды, но в итоге была создана уникальная российская технология. Они изобрели то, что назвали «колесницей». Бо́льшие, чем обычно, железные сани могут разместить двух лыжников, которые могут настроить более четырёх камер, пока лыжник движется. Это позволило операторам снимать моменты, которые раньше никогда не были бы возможны, например, глаза лыжника при взлёте.

#### Киносъёмки в Москве
Актрисам нужно было акклиматизироваться в этом регионе, потому что в реальной жизни они будут кататься на лыжах. Поэтому полгода они проходили специальную подготовку на горнолыжной базе в Подмосковье под руководством тренера Дмитрия Воронина. Лыжники должны были профессионально представить свои роли. Актриса Анна Котова-Дерябина отметила, что они сыграли спортивную роль, к которой готовились и тренировались.
У съёмочной группы также были счастливые моменты, такие как возможность вернуться в Москву как раз перед началом COVID-19. Они вылетели в Москву последним рейсом перед закрытием границ. После этого они поняли, что основные части фильма уже закончены. Однако в Москве съёмки затянулись и возобновились только в конце июля. Благодаря финальной постановке, в которую вошли не только актёры, но и профессиональные лыжники, «Белый снег» стал одним из первых фильмов о лыжных гонках, когда-либо снятых. На московских съёмочных площадках, проходивших в закрытом помещении, съёмочная группа старалась максимально создать атмосферу норвежской зимы.
На роль Елены Вяльбе продюсеры выбрали Ольгу Лерман, актрису из Баку. Ольга Лерман ранее была актрисой театра. Выступление Лерман также связано с темой настойчивости, поскольку она впервые участвует в крупном лыжном мероприятии. Лерман заметила, что в главной роли было жизненно важно знать катание на лыжах. Актриса отметила: «После того, как я прочитала сценарий, я поняла — это потрясающая история про сильную женщину, что, конечно, очень интересно играть». Лерман использовала темы настойчивости как мотивацию для учёбы и тренировок в базовом лагере. Когда начались съёмки, генеральный продюсер Тимур Хван сказал, что просто поразительно, насколько Лерман выступала как олимпийский лыжник в актёрском мастерстве и катании на лыжах. Вяльбе также разделяла то же мнение, что актрису можно считать профессиональной лыжницей.

### Актёрский состав
Биографический фильм стал точным изображением Елены Вяльбе в лице трёх актрис. Внучка Елены Вяльбе в 8 лет сыграла детскую роль Вяльбе. Полина Ватага была выбрана для роли Вяльбе в 14 лет, и наконец Лерман была выбрана спортсменкой чемпионата. В фильме задействованы и другие актёры. Анна Уколова исполнила роль мамы Вяльбе, Надежда Маркина и Фёдор Добронравов исполнили роли бабушки и дедушки, которые поддерживали её увлечение лыжным спортом. Среди тех, кто поддержал Вяльбе в её лыжном путешествии, — тренер Максимыч, которого исполнил Александр Устюгов и её друзья из сборной России, легендарных лыжников Ларисы Лазутиной, Нины Гаврилюк, Ольги Даниловой на экране сыграли актрисы Анна Котова-Дерябина, Дарья Екамасова и Полина Чернышова. Призёр олимпийских игр лыжница Юлия Белорукова была приглашена на съёмки в Кировск. Роль исполняла дублёром. В финальной редакции Елена Вяльбе отметила, что фильм — это именно то, что произошло в её жизни. «Это все не выдумано, а художественно оформлено», — говорит Елена Вяльбе. Фильм был «фильмом открытия» 28-го кинофестиваля «Окно в Европу», получает множество призов на других международных фестивалях.

## Релиз

### Выпуск
Премьера «Белого снега» состоялась в Магадане, родном городе Вяльбе, 14 февраля 2021 года. На премьере присутствовал спикер Колымского парламента Сергей Абрамов. 18 февраля 2021 года в пресс-центре МИА «Россия сегодня» состоялась предпремьера фильма.
Специальная премьера фильма прошла Тюмени. Сборная России по биатлону в Магадане посмотрела фильм «Белый снег» перед тем, как отправиться на чемпионат мира в Германию. Ещё одна премьера фильма состоялась в кинотеатре «Октябрь» 19 февраля 2021 года. Фильм стал одной из главных отечественных премьер марта.

### Рецензии
«Аргументы и Факты» назвали «Белый снег» одним из самых амбициозных спортивных фильмов года.
Спортивный обозреватель «КП» Андрей Вдовин назвал картину  «реальным фильмом про спорт»: «Коктейль из ностальгии и реальной истории бодрит отлично». Рецензент также отметил, что на чемпионате зрители чувствуют себя так, словно находятся на трибунах для лыжных гонок.
Маша Токмашева раскритиковала сюжет фильма в «Кино Театр»: «...создатели „Белого снега“, как, кстати, и других женских спортивных байопиков, вновь пошли по самому простому пути, сконцентрировавшись практически до финала ленты не на спортивных достижениях, а на личной жизни главной героини». Борис Гришин отметил, что фильм является прекрасным напоминанием о славе побед российских спортивных команд в прошлом.
Александра Горелая отмечала в рецензии: «Белый снег — эмоциональный, захватывающий и держащий в напряжении фильм».

## Награды и номинации
2021 — XXIX Всероссийский кинофестиваль «Виват кино России!» (Санкт-Петербург)
- Приз за лучшую операторскую работу (Фёдор Лясс)
- Приз за лучшую женскую роль (Ольга Лерман)[39]

2021 — Международный кинофестиваль «Защитники Отечества» (Казань)
- Лучший полнометражный фильм
- Лучшая женская роль (Ольга Лерман)

2021 — V Международный кинофестиваль «Белые ночи Фильм Фестиваль» (Санкт-Петербург)
- Лучший полнометражный фильм

2021 — XII Международный кинофестиваль имени Валентины Леонтьевой «От всей души!» (Ульяновск)
- Лучшая режиссёрская работа (Н.Хомерики)

2021 — XXIX Международный детский кинофестиваль «Алые паруса „Артека“» (Гурзуф, Крым)
- Лучшая актриса кинофестиваля (Ольга Лерман)
- Самый мудрый фильм

2021 — XIX Международный фестиваль спортивного кино «KRASNOGORSKI» (Москва)
- Гран-При

2021 — XV Всероссийский фестиваль исторических фильмов «Вече» (Нижний Новгород)
- Лучший сценарий (Тимур Хван, Татьяна Гурьянова, Александр Гурьянов, Марат Ким, Андрей Курейчик)
- Лучший оператор (Фёдор Лясс)
- Приз президента кинофестиваля

2021 — 41st Sports Film Festival (Palermo) (41й Фестиваль спортивного кино в Палермо, Италия)
- Paladino d’Oro — Best Fiction — Лучший игровой фильм

2022 — Национальная кинонаграда России «ЗОЛОТОЙ ОРЁЛ»
- Лучшая музыка к фильму (Композитор Алексей Айги)

2023 — Премия-фестиваль «Герои большой страны»
- Гран-При[40]